# 沃茲格羅夫鎮區 (伊利諾伊州喬戴維斯縣)
沃茲格羅夫鎮區（英語：Wards Grove Township）是位於美國伊利諾伊州喬戴維斯縣的一個行政鎮區。

## 地方資料
根據2010年美國人口普查的數據，沃茲格羅夫鎮區的面積為46.30平方千米，當中陸地面積為46.30平方千米，而水域面積為0.00平方千米。當地共有人口215人，而人口密度為每平方千米4.64人。